# Rediu (Vaslui), Vaslui
Rediu este o localitate componentă a municipiului Vaslui din județul Vaslui, Moldova, România.